# Хокшоу, Алан
Уильям Алан Хокшоу (англ. William Alan Hawkshaw; 27 марта 1937, Лидс, Уэст-Йоркшир — 16 октября 2021)  — британский пианист и органист, композитор, в частности, библиотечной музыки, используемой в качестве тем для фильмов и телевизионных программ. Хокшоу много работал в музыкальной компании KPM с 1950-х по 1970-е годы, сочинив и записав множество библиотечных композиций, которые широко использовались в кино и на телевидении.
Он был композитором ряда тематических мелодий, включая «Grange Hill» (первоначально библиотечная музыка, записанная в Мюнхене под названием «Chicken Man») и «Countdown». Кроме этого, он был аранжировщиком и пианистом, а в Соединенных Штатах со студийной группой Love De-Luxe стал синглом номер 1 в чарте Billboard Hot Dance Music/Club Play с песней "Here Comes That Sound Again" в 1979 году. Его песню "Charlie" можно услышать на альбоме Just for Laughs Gags.
Отец певицы Кирсти Хокшоу, он также  работал с такими исполнителями, как Tiësto, Delerium, BT, Seba и Paradox.

## Карьера
Хокшоу родился в Лидсе, несколько лет работал печатником, а затем стал профессиональным музыкантом, сначала присоединившись к поп-группе The Crescendos. В начале 1960-х годов он был членом рок-н-ролльной группы Emile Ford and the Checkmates. Он также создал группу Mohawks и Rumplestiltskin с несколькими сессионными музыкантами. В то время Хокшоу был приверженцем органа Хаммонда, который можно было услышать в музыке Mohawks, а также на британской записи мюзикла «Волосы». В 1965 году Хокшоу солировал на фортепиано на композиции группы The Hollies «Put Yourself in My Place», включённой в альбом EMI/Parlophone; Hollies (1965).
Хокшоу также играл с Дэвидом Боуи на альбоме Bowie at the Beeb, в выступлении, записанном для шоу «John Peel in Top Gear» 13 мая 1968 года, в котором он сыграл более длинное, чем ожидалось, соло в песне «In The Heat of the Morning».
В 1969 году Хэнк Марвин пригласил Хокшоу в группу The Shadows для участия в гастролях по Японии, в ходе которых был записан один концерт, впоследствии выпущенный в Японии под названием «The Shadows Live in Japan (1969)». В 1970 году Хокшоу записал ещё один студийный альбом с The Shadows, Shades of Rock, после чего покинул группу. Он также участвовал в качестве клавишника в дебютном и последующих альбомах "Second Opinion", выпущенных на возрождённом лейбле EMI Regal Zonophone в 1971 году, в вокальной группе Marvin, Welch, & Farrar.
В 1970-х годах он играл в группе The Shadows; работал с Оливией Ньютон-Джон Джейн Биркин и Сержем Генсбуром (в том числе над песней «L'homme à tête de chou») в качестве музыкального руководителя, аранжировщика и пианиста, а также был клавишником Клиффа Ричарда. Он также играл на клавишных на двойном альбоме Донны Саммер "Once Upon A Time" 1977 года. Одна из самых известных его композиций — "Blarney's Stoned" (первоначально записанная для KPM в 1969 году под названием "Studio 69"), которая была использована в качестве темы для телепередач Дэйва Аллена "Шоу Дэйва Аллена" и "Дэйв Аллен на свободе". В 1975 году он написал мелодию для образовательной программы Би-би-си "On the Move", в которой Боб Хоскинс сыграл роль неграмотного водителя грузовика; песня была исполнена группой The Dooleys. В 1977 году он написал песню "New Earth Parts 1 & 2" для проекта Хэнка Марвина Guitar Syndicate LP. Впоследствии, спустя 30 лет, эта песня была взята за образец Jay-Z для его песни "Pray". Кроме того, в конце 1970-х годов музыка Хокшоу прозвучала в нескольких фильмах Рэдли Мецгера, включая "Барбара Бродкаст" (1977) и "Мараскиновая вишня" (1978).
Брайан Хокшоу, известный композитор, исполнил музыку "The Night Rider", которая стала темой для рекламы Cadbury's Milk Tray (необходима ссылка на источник), написанную другим плодовитым создателем рекламных тем, Клиффом Адамсом. Хокшоу также написал песню "Best Endeavours", которая стала темой для Channel 4 News с 1982 года, и использовалась для программы новостей и текущих событий The National Австралийской вещательной корпорации с 1984 по 1987 год. Его мелодия "Chicken Man" использовалась в качестве темы для сериала "Гранж Хилл" с первой серии в 1978 году до 1989 года и была возрождена для последней серии "Гранж Хилл" в 2008 году. Другая запись "Chicken Man" была использована одновременно с оригинальной версией "Grange Hill" для викторины ITV "Give Us A Clue". Джингл Countdown "Chimes", используемый в игровом шоу Countdown на Channel 4, также был написан Хокшоу. Он написал всю музыку к сериалу "Таинственный мир Артура Кларка", а также тему "Technicolour", которая использовалась для программы BBC Midlands Today с 1984 по 1988 год, после чего была заменена ремиксом этой мелодии с 1989 по 1991 год.
В США он также стал синглом № 1 в чарте Billboard Hot Dance Music/Club Play с песней "Here Comes That Sound Again" в составе Love De-Luxe With Hawkshaw's Discophonia в 1979 году. В Канаде он достиг 17-го места.
В 1979 году он выпустил диско-альбом под исполнительским именем "Bizarre", который по сути был сольным проектом с помощью исполнительного продюсера Барри Мейсона. Он был выпущен в Великобритании на Polydor Records (кат. № 2383 553) в 1979 году. Он также еще раз выступил с группой The Shadows, став гостем на их альбоме "String of Hits", занявшем первое место в чартах Великобритании в 1979 году, сыграв на фортепиано кавер-версию песни Пола Саймона «Bridge Over Troubled Water».
Хокшоу приписывают совместную композицию с Бобом Генри, песню "I Feel So Good", выпущенную в 1966 году группой Manchester's Playboys (Fontana TF745).
Фонд Алана Хокшоу совместно с Обществом исполнительских прав с 2003 года предоставляет стипендии малообеспеченным студентам-музыкантам и медиакомпозиторам в Музыкальном колледже Лидса и Национальной школе кино и телевидения.

## Личная жизнь
После непродолжительного раннего брака Хокшоу женился на уроженке Германии Кристиане Бибербах в 1968 году; у них родилось двое детей: певица, композитор и музыкант Кирсти (р. 1969) и Шелдон (р. 1971).
В июле 2021 года он перенёс четвертый инсульт и умер от пневмонии 16 октября в возрасте 84 лет.

## Почести и награды
- Член Музыкального колледжа Лидса.
- Лучшая аранжировка в 1973 г. на "I Honestly Love You" для Оливия Ньютон-Джон.
- Ivor Novello Award за лучшую партитуру к фильму The Silent Witness 1979.
- Номинация BASCA — Лучшая телевизионная партитура за Love Hurts в 1991.
- Gold Badge Award 2008 — за заслуги перед индустрией.
- Докторская степень за заслуги перед музыкальной индустрией от Университета Халла и Музыкального колледжа Лидса.

Хокшоу был награжден медалью Британской империи (BEM) в 2021 году за заслуги в области музыки и композиторского искусства.

## Дискография

### The Shadows
- 1969: Live in Japan
- 1970: Shades of Rock
- 2018: Brian Bennett - Full Circle.

### Emile Ford and The Checkmates
- 1961: New Tracks With Emile
- 1962: Emile[12]

### The Mohawks
The Mohawks were a band formed from session musicians.
- The Champ (1968)

#### Track listing
1. "The Champ" – UK #58[13]
2. "Hip Juggler"
3. "Sweet Soul Music"
4. "Dr Jekyll and Hyde Park"
5. "Senior Thump"
6. "Landscape"
7. "Baby Hold On"
8. "Funky Broadway"
9. "Rocky Mountain Roundabout"
10. "Sound of the Witchdoctors"
11. "Beat Me Til I'm Blue"
12. "Can You Hear Me?"

Tracks 4, 5, 9 and 11 also appeared on Hawkshaw's album, Mo'Hawk.

## Фильмография
- 1968–1969: Spider-Man (Fernsehserie, 3 Episoden)
- 1969: Four on the Floor
- 1975: A Guy and a Gal
- 1978: The Silent Witness (Dokumentarfilm)
- 1981: The Monster Club (Segment "Humgoo Story")
- 1982: Channel 4 News (Fernsehserie)
- 1983: Tucker's Luck (Fernsehserie, 2 Episoden)
- 1983: The Outsider (Fernsehserie)
- 1985: There Comes a Time (Fernsehserie, 1 Episode)
- 1985: World of Strange Powers (Fernsehdokumentarserie)
- 1985: Going Undercover
- 1985: The Winning Streak (Fernsehminiserie)
- 1987: Farrington of the F.O. (Fernsehserie, 7 Episoden)
- 1987: Dreams Lost, Dreams Found (Fernsehfilm)
- 1987–1992: The New Statesman (Fernsehserie, 27 Episoden)
- 1988: Room at the Bottom (Fernsehserie, 7 Episoden)
- 1989: Magic Moments (Fernsehfilm)
- 1989 Storyboard (Fernsehserie, 1 Episode)
- 1992 Love Hurts (Fernsehserie)
- 1998: Unfinished Business (Fernsehserie)
- 2004: Chipman (Kurzfilm)
- 2007: Piccadilly Cowboy
- 2012: Napoleon Dynamite (Fernsehserie, 3 Episoden)
- 2012: 8 Out of 10 Cats Does Countdown (Fernsehserie, 2 Episoden)